# Robert Bosch GmbH
Robert Bosch GmbH, vanligen Bosch, är en tysk elektronikindustri med huvudkontor i Gerlingen utanför Stuttgart. Bosch är underleverantör till fordonsindustrin, tillverkare av elverktyg (byggverktyg, hushållsapparater), industri- och byggnadsteknik (säkerhetsteknik) och förpackningsteknik. Bosch är världens största underleverantör till fordonsindustrin. Bosch finns i mer än 50 länder över hela världen med 249 produktionsorter (varav 64 i Tyskland) och runt 390 000 medarbetare.

## Historia
Robert Bosch grundade i november 1886 en liten fabrik, Werkstätte für Feinmechanik & Elektrotechnik, med två arbetare, där tändapparater för gasmotorer tillverkades på Rotebühlstrasse i Stuttgart - dagens Robert Bosch GmbH. Bosch eftersträvande förbättringar, och investerade de vinster som skapades i bättre maskiner. 1890 införskaffade Bosch en cykel, vid tiden något uppseendeväckande, och kom på så sätt snabbare fram till kunderna i staden. 1887 fick han sin första stora framgång då han förbättrade en magnetspole som utvecklats av Siegfried Marcus vid Deutz AG. 

### Genombrottet
På 1890-talet utvecklade han det första driftsdugliga tändsystemet med magnetapparat för bilmotorer. Denna uppfinning var av avgörande betydelse för bilmotorns fortsatta utveckling. Redan 1897 implementerade Robert Bosch tändsystem i motorfordon, vilket anses vara revolutionerande. 1902 levererades det första magnettändningsystemet med högspänning till Daimler. Bosch-medarbetaren Gottlob Honold förbättrade magnettändningen och 1902 presenterade Honold prototyper på tändstift som ersättare för dragstångssystemet.
1901 öppnade Bosch den första fabriken i Stuttgart, Elektrotechnische Fabrik Robert Bosch, där 45 personer arbetade vid starten. 1905 följde en andra fabrik i Paris. 1906 hade företaget levererat 100 000 magnettändare. Samma år infördes åtta timmars arbetsdag på fabriken. 1910 följde ytterligare en fabrik i Feuerbach utanför Stuttgart. 1913 började tillverkningen av strålkastare. 1917 blev företaget ett aktiebolag. 
En internationalisering hade samtidigt startat när Bosch tillsammans med en engelsk kompanjon, Frederick Simms, startade en byrå i London 1898 och året därpå upprättade verksamhet i Österrike och Frankrike. 1906 följde etablering i USA och från 1910 en fabrik i Springfield i Massachusetts. 1913 fanns Bosch över hela världen: Europa, Amerika, Asien, Afrika och Australien. Bolaget hade 88 procent av sin omsättning utanför Tyskland.

### Första världskriget
Första världskriget gjorde att produktionen ställdes om för militär produktion. De pengar som företaget tjänade under kriget, 20 miljoner riksmark, använde Robert Bosch till att stifta pengar till välgörande ändamål. Företaget förlorade sitt dotterbolag i utlandet under kriget och stora marknader stängdes för företaget. Återstarten efter kriget innebar ett omfattande arbete med att återupprätta företagets verksamheter i utlandet. Redan 1925 var företaget större internationellt än innan kriget. Under 1920-talet följde ytterligare innovationer som befäste företagets position som leverantör till fordonsindustrin, däribland insprutning för dieselmotorer. Bosch startade också serviceenheten Bosch Service, ett världsomspännande servicenät för fordon.

### Diversifiering
Företagets diversifierades under 1920-talet från att vara en leverantör till fordonsindustrin till en globalt verkande elektroteknisk koncern: elektriska apparater för kommunikationsmedel, insprutningsutrustning för motorer, elektroniska hushållsvaror, cykelbelysning m.m. 1926 började man även tillverkare vindrutetorkare. Företaget moderniserades när löpande band infördes. Bosch inledde även samarbeten med konkurrenter på andra marknader och gav licens för tillverkning av företagets produkter i Japan, Argentina och Australien.
Under andra världskriget var företaget leverantör till den tyska krigsmakten och i företagets anläggning i Kleinmachnow utanför Berlin arbetade tvångsarbetare, krigsfångar och koncentrationslägerfångar. Samtidigt hjälpte delar av ledningen personer att fly nazisterna genom emigration eller ekonomiskt stöd. Grundaren Robert Bosch avled 1942.

### Internationalisering

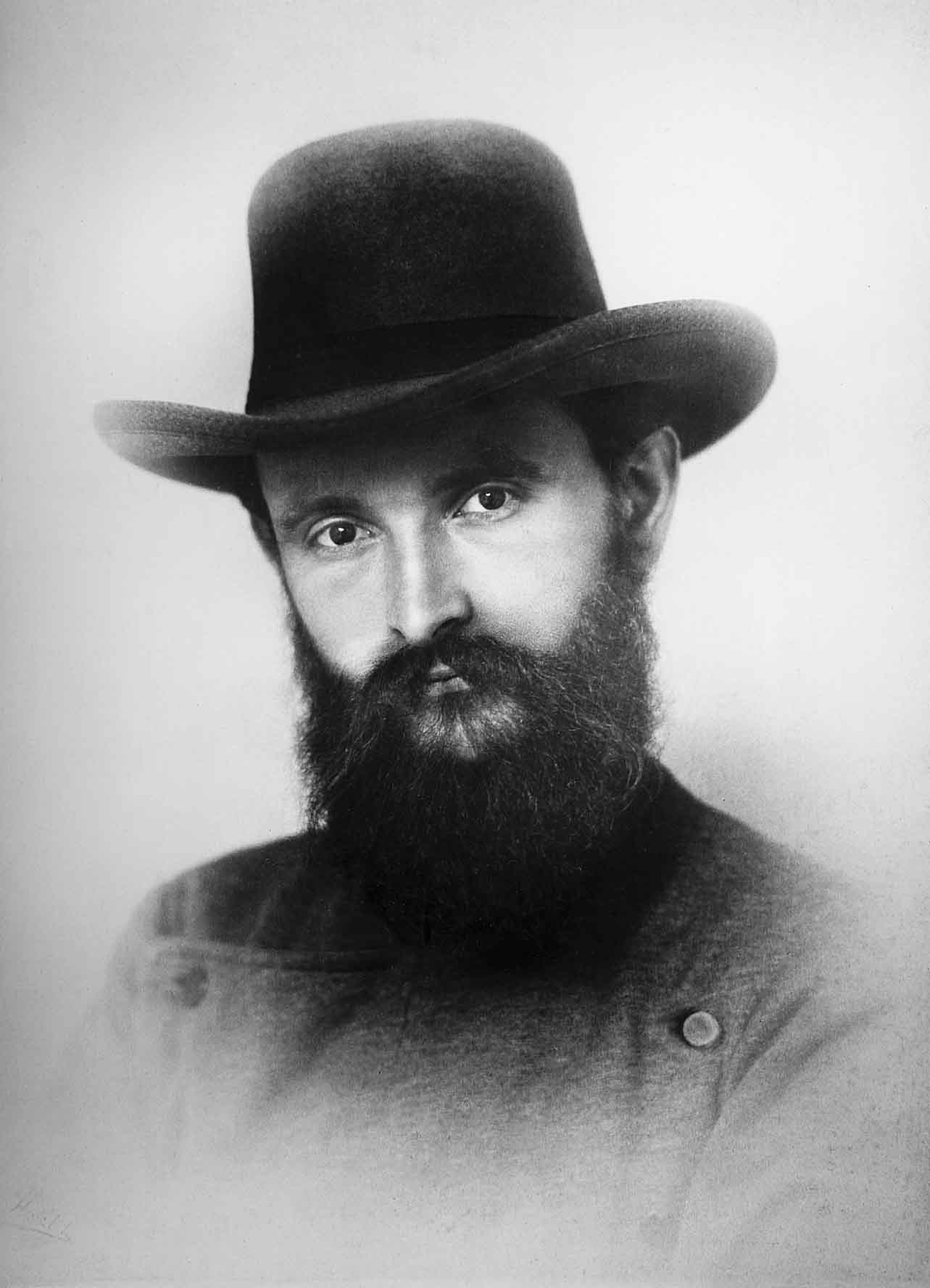
Robert Bosch, 27 år gammal.

Efter andra världskriget återuppbyggdes koncernen återigen sedan dotterbolag och fabriker utomlands förlorats. 1956 fanns Bosch i 130 länder och man byggde upp nya anläggningar i Indien (1953), Australien (1954) och Brasilien (1957). I Tyskland byggdes nya fabriker i Homburg, Ansbach, Nürnberg, Reutlingen och Blaichach när fabrikerna i Stuttgart inte räckte till. Ett stort antal gästarbetare rekryterades från södra Europa.
1959 inleddes en omstrukturering av företaget och självständiga divisioner skapades som ersatte den centrala styrningen. Hans Merkle tog 1963 över som koncernchef. Internationaliseringen fortsatte med en andra fabrik i Indien som öppnades i Nashik 1973 samt en ny fabrik i South Carolina i USA. Det var den första Bosch-fabriken i USA efter andra världskriget. 1974 var över 50 % av koncernens omsättning utomlands.

### Robert Bosch-stiftelsen
Robert Bosch hade redan i sitt testamente klargjort hur han ville att företaget skulle leva vidare i hans anda. 1964 skapades Robert Bosch Stiftung och företaget flyttade sitt huvudkontor till Gerlingen 1970. 1968 stod även det nya utvecklingscentrumet i Schwieberdingen klart. Under 1970-talet följde nya innovationer som Lambdasond (1976), det första elektroniska antiblockeringssystemet ABS (1978) och motorstyrsystemet Motronic (1979). Under 1990-talet utvecklades ESP, ett antisladdsystem. 
I juli 2012 blev Volkmar Denner ny VD. I januari 2022 ersattes han av Stefan Hartung. 

### Bosch i Sverige
Boschprodukter började importeras av Fritz Egnell och efter första världskriget återupptogs den verksamheten. Den första agenturen hade grundats i Stockholm 1904 och var då även agentur för Danmark, Norge och Finland. Robert Bosch startade egen verksamhet i Sverige under namnet Aktiebolaget ROBO i Stockholm 1921. Under 1950-talet såldes även Bosch-produkter under namnet Robo i Sverige. 1960 startade tillverkning i Linköping. Bosch har i Sverige cirka 1230 anställda. Bosch har även ett testcentrum utanför Arjeplog samt det helägda dotterbolaget IVT Värmepumpar i Tranås.

## Koncernen
Bosch-företagen ägs av Robert Bosch Stiftung, vars överskott går till välgörenhet eller återinvesteras i företaget. Stiftelsen äger 92 % av koncernen och resterande delen ägs av släktingar till företagets grundare. Bosch utmärker sig genom att inte vara ett aktiebolag utan ett GmbH, en ovanlighet bland företag i denna storleksordning.
Bosch-företagen redovisade i januari 2010 sin första årsförlust sedan 1945.
Bosch har tidigare även ägt radio och cd-anläggningsmärket Blaupunkt.

## Produkter (i urval)
- 1887 magnettändning
- 1902 tändstift
- 1913 framlykta
- 1927 bränsleinsprutnings-pump för dieselmotor
- 1932 borrmaskin och bilradio från Blaupunkt
- 1950 vakuumservobroms
- 1951 mekanisk bränsleinsprutning för personbilar
- 1967 D-Jetronic, elektronisk bränsleinsprutning
- 1972 H4, halogenstrålkastare
- 1974 ARI trafikinformationssystem (Blaupunkt)
- 1976 Lambdasond
- 1978 ABS
- 1979 Motronic (serie produkter för digital styrning av bränsle och tändning i bilmotorer)
- 1986 TCS, traction control system
- 1989 TravelPilot (Blaupunkt)
- 1991 Litronic (framlykta)
- 2012 hydraulhybridmotor

## Företagsledare
| 1886-1926 Robert Bosch     |
| 1926-1963 Hans Walz        |
| 1963-1984 Hans Lutz Merkle |
| 1984-1993 Marcus Bierich   |
| 1993-2003 Hermann Scholl   |
| 2003-2012 Franz Fehrenbach |
| 2012-2021 Volkmar Denner   |
| 2022- Stefan Hartung       |

## Bilder

Bosch och Bosch-produkter
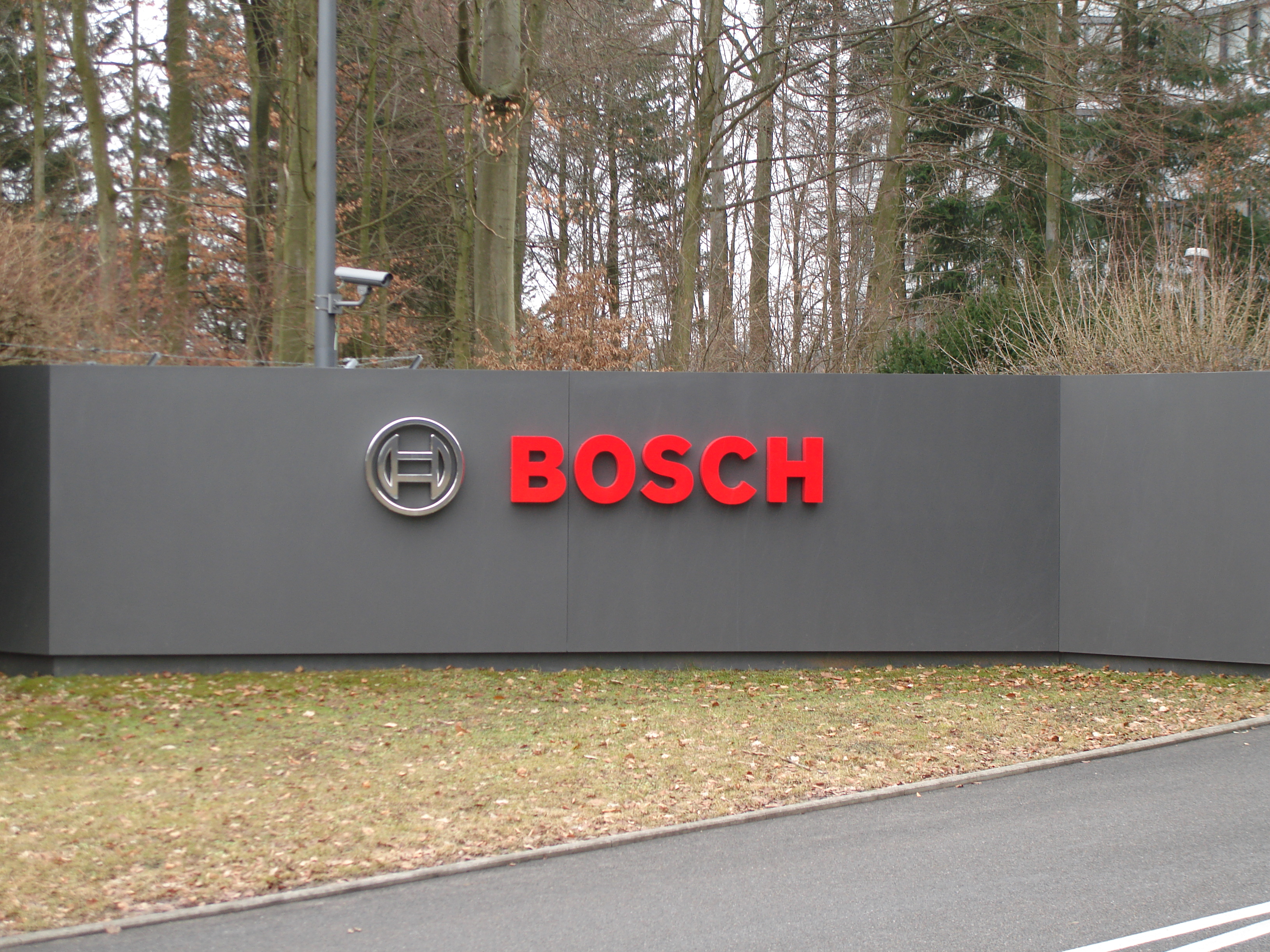
Robert Bosch GmbHs logotyp.
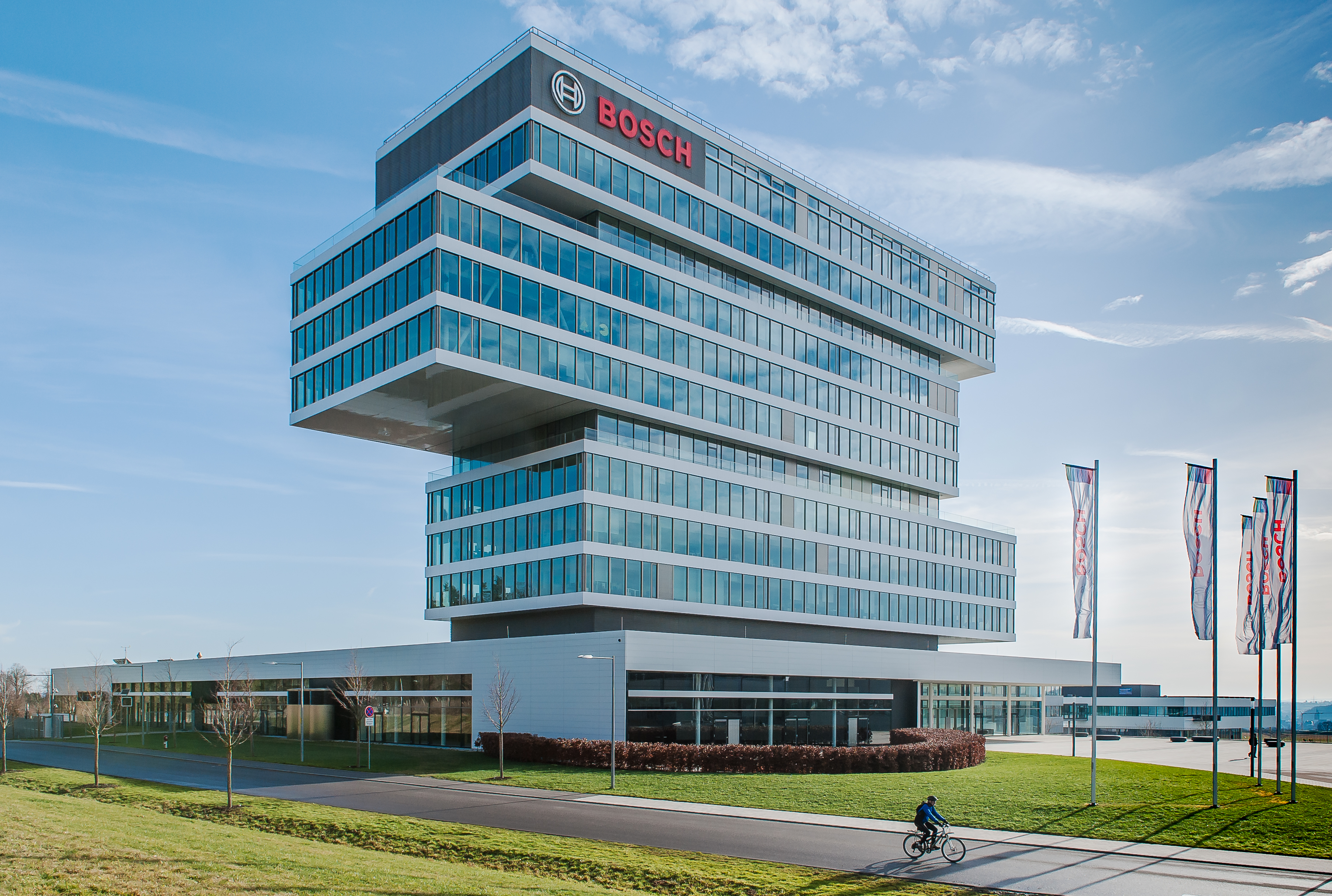
Boschs forsknings- och produktutvecklingsanläggning i Renningen, Tyskland.
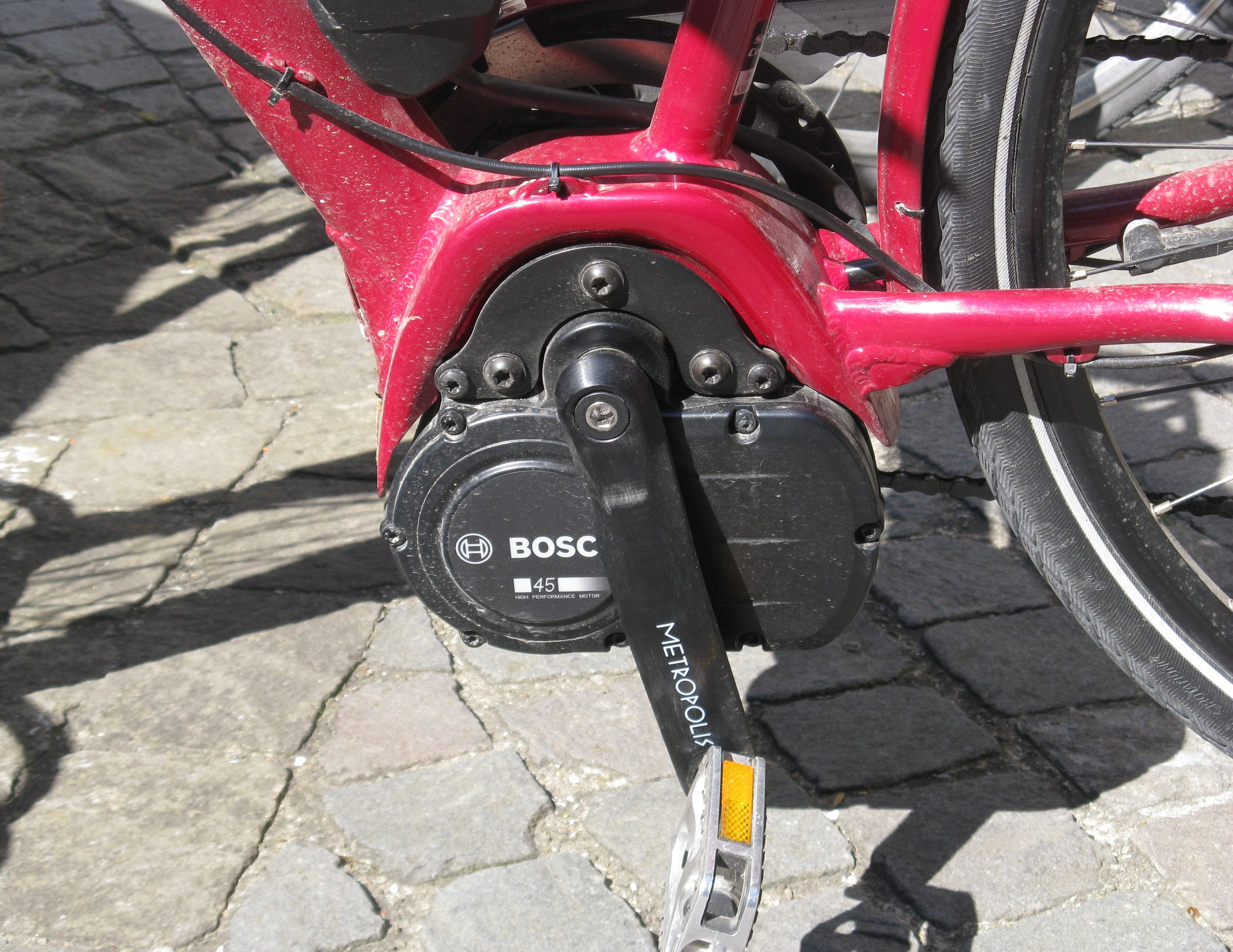
Bosch-motor till elcykel 2015.
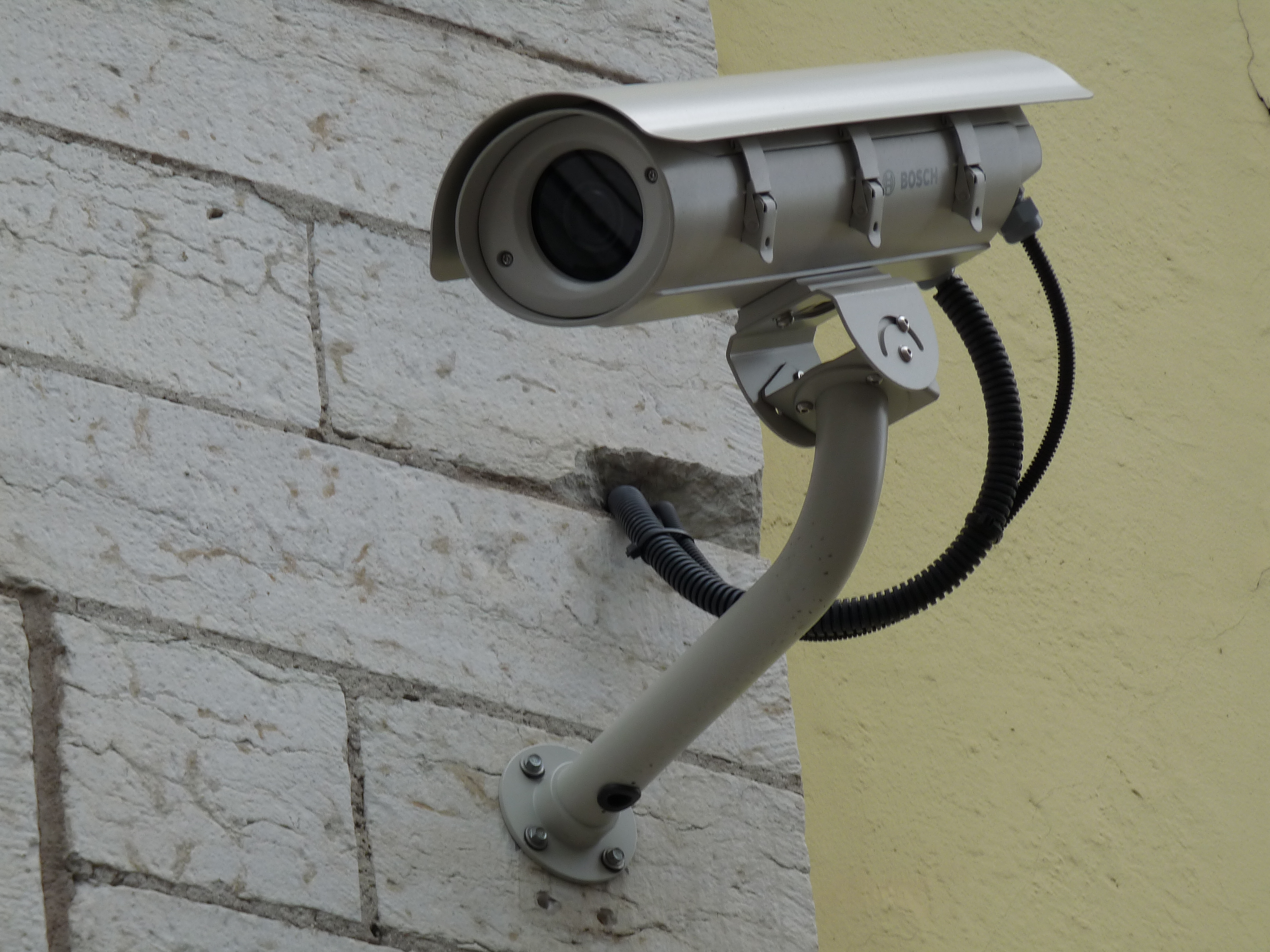
Övervakningskamera från Bosch.
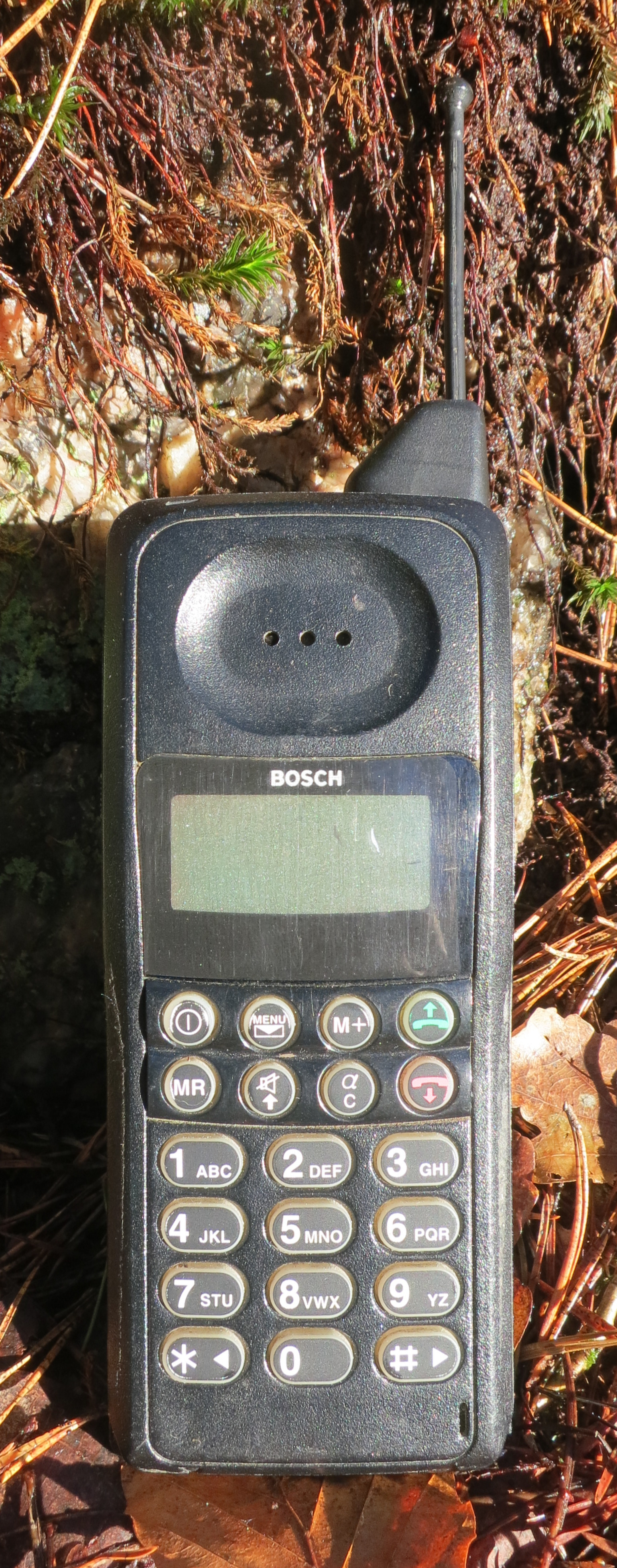
Bosch-mobiltelefon från 1995.
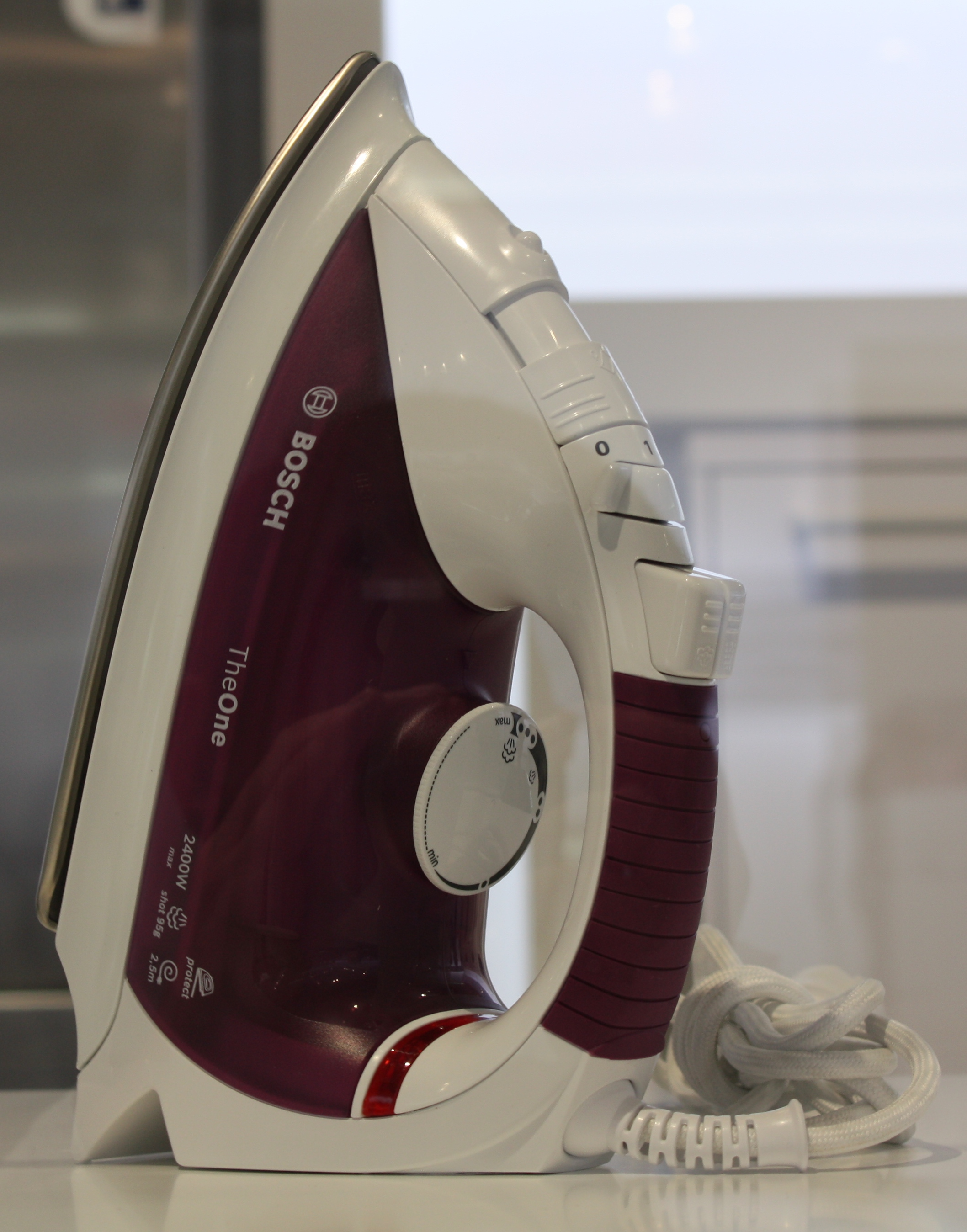
Strykjärnet TheOne av Bosch.
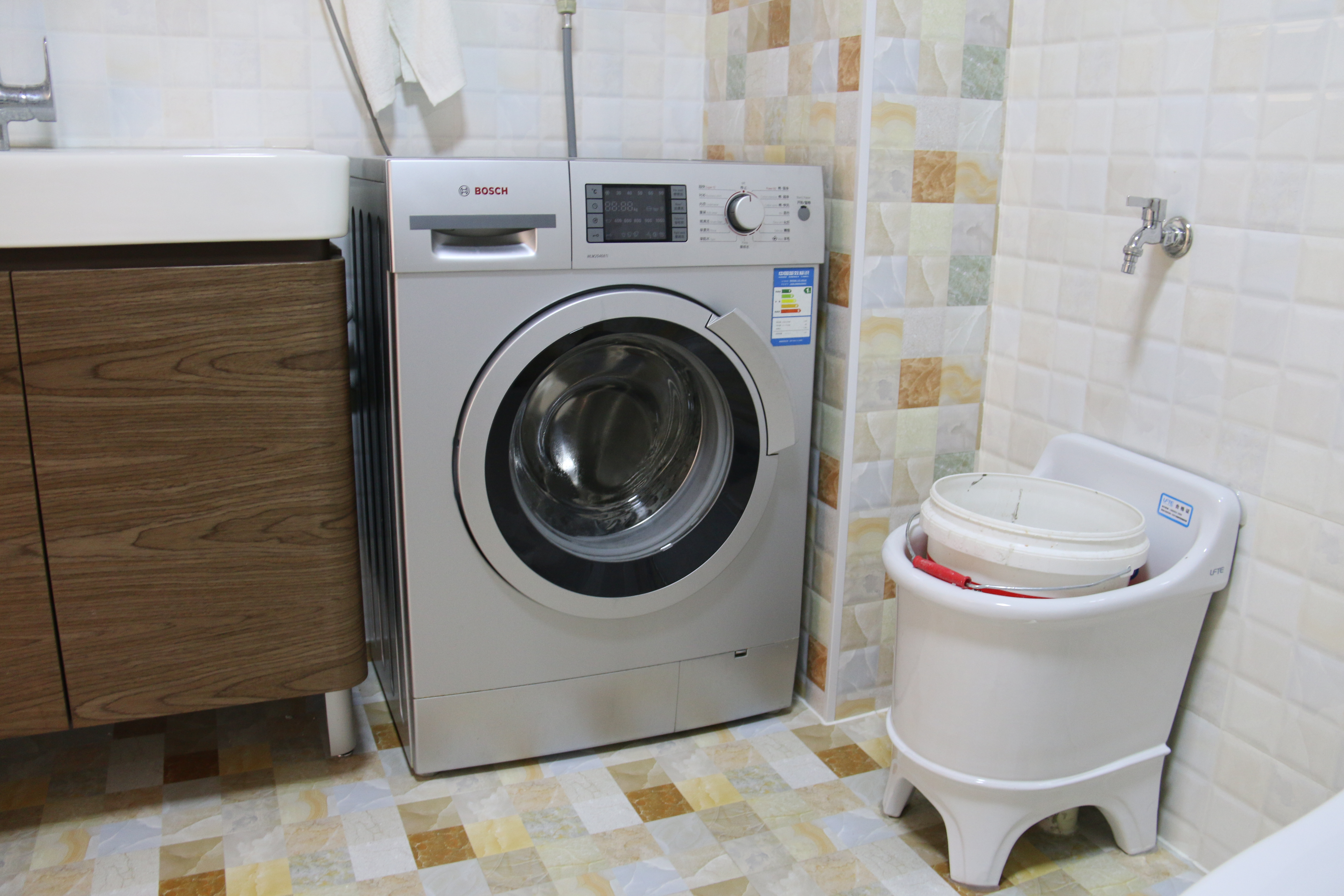
Tvättmaskin från Bosch.
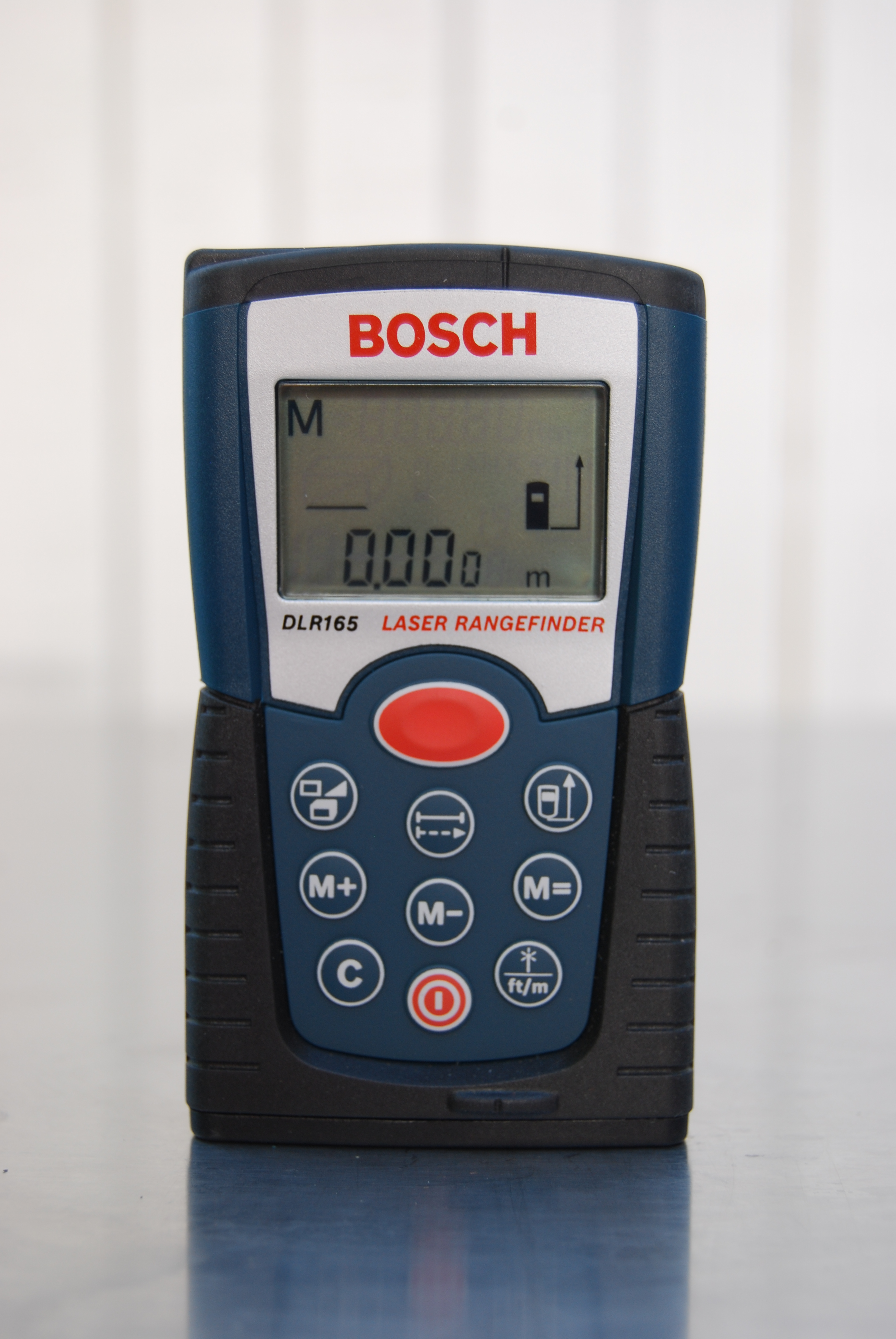
Laser-baserad avståndsmätare från Bosch.